# Статистике каријере Лионела Месија
Ово је списак статистике каријере аргентинског професионалног фудбалера, Лионела Месија.

## Свеукупна признања
| - Ла Лига (10): 2004–05, 2005–06, 2008–09, 2009–10, 2010–11, 2012–13, 2014–15, 2015–16, 2017–18, 2018–19 - Куп краља (6): 2008–09, 2011–12, 2014–15, 2015–16, 2016–17, 2017–18 - Друго место (3): 2010–11, 2013–14, 2018–19 - Суперкуп Шпаније (8): 2005, 2006, 2009, 2010, 2011, 2013, 2016, 2018 - Друго место (3): 2012, 2015, 2017 - УЕФА Лига шампиона (4): 2005–06, 2008–09, 2010–11, 2014–15 - УЕФА суперкуп (3): 2009, 2011, 2015 - Друго место (1): 2006 - Светско клупско првенство (3): 2009, 2011, 2015 | Репрезентација Аргентина Олимпијска златна медаља : 2008 Светско првенство до 20 година : 2005 Светско првенство другопласирани: 2014 Копа Америка другопласирани: 2007 , 2015 , 2016 ; трећепласирани: 2019 Јужноамеричко првенство до 20 година трећепласирани: 2005 [ 1 ] |

## Индивидуална признања

### Избори за најбољег играча

#### На светском нивоу
Церемонија доделе награде за најбољег играча света почело је да се додељује сваке године од 1955, када је почела додела чувене Златне лопте. Златна лопта се додељивала за играча који се сматрао најбољим у тој години, тако што су му се давали поени.
Награда се могла додељивати само европским играчима, све док се правила нису променила 1995.

Награда Фифа фудбалер године додељује се од 1991. 
| Година   | 1.                               | 2.                               | 3.                           |
| -------- | -------------------------------- | -------------------------------- | ---------------------------- |
| 2010     | Лионел Меси (Барселона)          | Андрес Инијеста (Барселона)      | Ћави (Барселона)             |
| Проценат | 22.65%                           | 17.36%                           | 16.48%                       |
| 2011     | Лионел Меси (Барселона)          | Кристијано Роналдо (Реал Мадрид) | Ћави (Барселона)             |
| Проценат | 47.88%                           | 21.60%                           | 9.23%                        |
| 2012     | Лионел Меси (Барселона)          | Кристијано Роналдо (Реал Мадрид) | Андрес Инијеста (Барселона)  |
| Проценат | 41.17%                           | 23.68%                           | 10.91%                       |
| 2013     | Кристијано Роналдо (Реал Мадрид) | Лионел Меси (Барселона)          | Френк Рибери (Бајерн Минхен) |
| Проценат | 27.99%                           | 24.72%                           | 23.36%                       |
| 2014     | Кристијано Роналдо (Реал Мадрид) | Лионел Меси (Барселона)          | Мануел Нојер (Бајерн Минхен) |
| Проценат | 37.66%                           | 15.76%                           | 15.72%                       |
| 2015     | Лионел Меси (Барселона)          | Кристијано Роналдо (Реал Мадрид) | Нејмар (Барселона)           |
| Проценат | 41.33%                           | 27.76%                           | 7.86%                        |

| Година | 1.                                      | 2.                                      | 3.                               |
| ------ | --------------------------------------- | --------------------------------------- | -------------------------------- |
| 2007   | Кака (Милан)                            | Кристијано Роналдо (Манчестер Јунајтед) | Лионел Меси (Барселона)          |
| Појени | 444                                     | 277                                     | 255                              |
| 2008   | Кристијано Роналдо (Манчестер Јунајтед) | Лионел Меси (Барселона)                 | Фернандо Торес (Ливерпул)        |
| Појени | 446                                     | 281                                     | 179                              |
| 2009   | Лионел Меси (Барселона)                 | Кристијано Роналдо (Манчестер Јунајтед) | Ћави (Барселона)                 |
| Појени | 473                                     | 233                                     | 170                              |
| 2016   | Кристијано Роналдо (Реал Мадрид)        | Лионел Меси (Барселона)                 | Антоан Гризман (Атлетико Мадрид) |
| Појени | 745                                     | 316                                     | 198                              |
| 2017   | Кристијано Роналдо (Реал Мадрид)        | Лионел Меси (Барселона)                 | Нејмар (Барселона, ПСЖ)          |
| Појени | 946                                     | 670                                     | 361                              |

| Година | 1st                                     | 2nd                                     | 3rd                                     |
| ------ | --------------------------------------- | --------------------------------------- | --------------------------------------- |
| 2007   | Кака (Милан)                            | Лионел Меси (Барселона)                 | Кристијано Роналдо (Манчестер Јунајтед) |
| Појени | 1047                                    | 504                                     | 426                                     |
| 2008   | Кристијано Роналдо (Манчестер Јунајтед) | Лионел Меси (Барселона)                 | Фернандо Торес (Ливерпул)               |
| Појени | 935                                     | 678                                     | 203                                     |
| 2009   | Лионел Меси (Барселона)                 | Кристијано Роналдо (Манчестер Јунајтед) | Ћави (Барселона)                        |
| Појени | 1073                                    | 352                                     | 196                                     |

| Година   | 1.                               | 2.                      | 3.                               |
| -------- | -------------------------------- | ----------------------- | -------------------------------- |
| 2016     | Кристијано Роналдо (Реал Мадрид) | Лионел Меси (Барселона) | Антоан Гризман (Атлетико Мадрид) |
| Проценат | 34.54%                           | 26.42%                  | 7.53%                            |
| 2017     | Кристијано Роналдо (Реал Мадрид) | Лионел Меси (Барселона) | Нејмар (Барселона)               |
| Проценат | 43.16%                           | 19.25%                  | 6.97%                            |

| Година | Златна лопта | Сребрна лопта | Бронзана лопта | Реф.  |
| ------ | ------------ | ------------- | -------------- | ----- |
| 2014   | Лионел Меси  | Томас Милер   | Арјен Робен    | [ 2 ] |

| Година | Златна лопта | Сребрна лопта         | Бронзана лопта  | Реф.  |
| ------ | ------------ | --------------------- | --------------- | ----- |
| 2009   | Лионел Меси  | Хуан Себастијан Верон | Ћави            | [ 3 ] |
| 2011   | Лионел Меси  | Ћави                  | Нејмар          | [ 4 ] |
| 2015   | Луис Суарез  | Лионел Меси           | Андрес Инијеста | [ 5 ] |

#### На европском нивоу

##### Награда за најбољег европског играча године
До 2018, награду за најбољег играча године у избору Уефа су одређивали 53 водећа спортска новинара. Од 2018, у гласању учествују и 80 професионалних фудбалских тренера, који су тренирали клубове који су били део групне фазе Лиге шампиона и Лиге Европе те године када се одржавало гласање. 
| Поз. | Играч                    | Прва рунда | Завршна рунда | Тим         |
| ---- | ------------------------ | ---------- | ------------- | ----------- |
| 1    | Лионел Меси (АРГ)        | –          | 39            | Барселона   |
| 2    | Ћави (ШПА)               | –          | 11            | Барселона   |
| 3    | Кристијано Роналдо (ПОР) | –          | 3             | Реал Мадрид |
| 4    | Андрес Инијеста (ШПА)    | 33         | –             | Барселона   |
| 5    | Радамел Фалкао (КОЛ)     | 17         | –             | Порто       |

| Поз. | Играч                    | Прва рунда | Завршна рунда | Tим         |
| ---- | ------------------------ | ---------- | ------------- | ----------- |
| 1    | Андрес Инијеста (ШПА)    | –          | 19            | Барселона   |
| 2    | Лионел Меси (АРГ)        | –          | 17            | Барселона   |
| 2    | Кристијано Роналдо (ПОР) | –          | 17            | Реал Мадрид |
| 4    | Андреа Пирло (ИТА)       | 90         | –             | Јувентус    |
| 5    | Ћави (ШПА)               | 57         | –             | Барселона   |

| Поз. | Играч                    | Прва рунда | Завршна рунда | Тим         |
| ---- | ------------------------ | ---------- | ------------- | ----------- |
| 1    | Лионел Меси (АРГ)        | –          | 39            | Барселона   |
| 2    | Ћави (ШПА)               | –          | 11            | Барселона   |
| 3    | Кристијано Роналдо (ПОР) | –          | 3             | Реал Мадрид |
| 4    | Андрес Инијеста (ШПА)    | 33         | –             | Барселона   |
| 5    | Радамел Фалкао (КОЛ)     | 17         | –             | Порто       |

| Поз. | Играч                    | Прва рунда | Завршна рунда | Tим         |
| ---- | ------------------------ | ---------- | ------------- | ----------- |
| 1    | Андрес Инијеста (ШПА)    | –          | 19            | Барселона   |
| 2    | Лионел Меси (АРГ)        | –          | 17            | Барселона   |
| 2    | Кристијано Роналдо (ПОР) | –          | 17            | Реал Мадрид |
| 4    | Андреа Пирло (ИТА)       | 90         | –             | Јувентус    |
| 5    | Ћави (ШПА)               | 57         | –             | Барселона   |

| Поз. | Играч                    | Прва рунда | Завршна рунда | Тим               |
| ---- | ------------------------ | ---------- | ------------- | ----------------- |
| 1    | Френк Рибери (ФРА)       | –          | 36            | Бајерн Минхен     |
| 2    | Лионел Меси (АРГ)        | –          | 14            | Барселона         |
| 3    | Кристијано Роналдо (ПОР) | –          | 3             | Реал Мадрид       |
| 4    | Арјен Робен (ХОЛ)        | 57         | –             | Бајерн Минхен     |
| 5    | Роберт Левандовски (ПОЉ) | 39         | –             | Борусија Дортмунд |

| Поз. | Играч                    | Прва рунда | Завршна рунда | Тим           |
| ---- | ------------------------ | ---------- | ------------- | ------------- |
| 1    | Кристијано Роналдо (ПОР) | –          | 27            | Реал Мадрид   |
| 2    | Мануел Нојер (НЕМ)       | –          | 18            | Бајерн Минхен |
| 3    | Арјен Робен (ХОЛ)        | –          | 9             | Бајерн Минхен |
| 4    | Томас Милер (НЕМ)        | 39         | –             | Бајерн Минхен |
| 5    | Филип Лам (НЕМ)          | 24         | –             | Бајерн Минхен |
| 5    | Лионел Меси (АРГ)        | 24         | –             | Барселона     |

| Поз. | Играч                    | Прва рунда | Завршна рунда | Тим               |
| ---- | ------------------------ | ---------- | ------------- | ----------------- |
| 1    | Френк Рибери (ФРА)       | –          | 36            | Бајерн Минхен     |
| 2    | Лионел Меси (АРГ)        | –          | 14            | Барселона         |
| 3    | Кристијано Роналдо (ПОР) | –          | 3             | Реал Мадрид       |
| 4    | Арјен Робен (ХОЛ)        | 57         | –             | Бајерн Минхен     |
| 5    | Роберт Левандовски (ПОЉ) | 39         | –             | Борусија Дортмунд |

| Поз. | Играч                    | Прва рунда | Завршна рунда | Тим           |
| ---- | ------------------------ | ---------- | ------------- | ------------- |
| 1    | Кристијано Роналдо (ПОР) | –          | 27            | Реал Мадрид   |
| 2    | Мануел Нојер (НЕМ)       | –          | 18            | Бајерн Минхен |
| 3    | Арјен Робен (ХОЛ)        | –          | 9             | Бајерн Минхен |
| 4    | Томас Милер (НЕМ)        | 39         | –             | Бајерн Минхен |
| 5    | Филип Лам (НЕМ)          | 24         | –             | Бајерн Минхен |
| 5    | Лионел Меси (АРГ)        | 24         | –             | Барселона     |

| Поз. | Играч                    | Прва рунда | Завршна рунда | Тим         |
| ---- | ------------------------ | ---------- | ------------- | ----------- |
| 1    | Лионел Меси (АРГ)        | –          | 49            | Барселона   |
| 2    | Луис Суарез (УРУ)        | –          | 3             | Барселона   |
| 3    | Кристијано Роналдо (ПОР) | –          | 2             | Реал Мадрид |
| 4    | Ђанлуиђи Буфон (ИТА)     | 24         | –             | Јувентус    |
| 5    | Нејмар (БРА)             | 23         | –             | Барселона   |

| Поз. | Играч                    | Прва рунда | Завршна рунда | Тим             |
| ---- | ------------------------ | ---------- | ------------- | --------------- |
| 1    | Кристијано Роналдо (ПОР) | –          | 40            | Реал Мадрид     |
| 2    | Антоан Гризман (ФРА)     | –          | 8             | Атлетико Мадрид |
| 3    | Гарет Бејл (ВЕЛ)         | –          | 7             | Реал Мадрид     |
| 4    | Луис Суарез (УРУ)        | 29         | –             | Барселона       |
| 5    | Лионел Меси (АРГ)        | 25         | –             | Барселона       |

| Поз. | Играч                    | Прва рунда | Завршна рунда | Тим         |
| ---- | ------------------------ | ---------- | ------------- | ----------- |
| 1    | Лионел Меси (АРГ)        | –          | 49            | Барселона   |
| 2    | Луис Суарез (УРУ)        | –          | 3             | Барселона   |
| 3    | Кристијано Роналдо (ПОР) | –          | 2             | Реал Мадрид |
| 4    | Ђанлуиђи Буфон (ИТА)     | 24         | –             | Јувентус    |
| 5    | Нејмар (БРА)             | 23         | –             | Барселона   |

| Поз. | Играч                    | Прва рунда | Завршна рунда | Тим             |
| ---- | ------------------------ | ---------- | ------------- | --------------- |
| 1    | Кристијано Роналдо (ПОР) | –          | 40            | Реал Мадрид     |
| 2    | Антоан Гризман (ФРА)     | –          | 8             | Атлетико Мадрид |
| 3    | Гарет Бејл (ВЕЛ)         | –          | 7             | Реал Мадрид     |
| 4    | Луис Суарез (УРУ)        | 29         | –             | Барселона       |
| 5    | Лионел Меси (АРГ)        | 25         | –             | Барселона       |

| Поз. | Играч                    | Прва рунда | Завршна рунда | Тим         |
| ---- | ------------------------ | ---------- | ------------- | ----------- |
| 1    | Кристијано Роналдо (ПОР) | –          | 482           | Реал Мадрид |
| 2    | Лионел Меси (АРГ)        | –          | 141           | Барселона   |
| 3    | Ђанлуиђи Буфон (ИТА)     | –          | 109           | Јувентус    |
| 4    | Лука Модрић (ХРВ)        | –          | –             | Реал Мадрид |
| 5    | Тони Крос (НЕМ)          | –          | –             | Реал Мадрид |

| Поз. | Играч                    | Појени | Тим             |
| ---- | ------------------------ | ------ | --------------- |
| 1    | Лука Модрић (ХРВ)        | 313    | Реал Мадрид     |
| 2    | Кристијано Роналдо (ПОР) | 223    | Реал Мадрид     |
| 3    | Мохамед Салах (ЕГИ)      | 134    | Ливерпул        |
| 4    | Антоан Гризман (ФРА)     | 72     | Атлетико Мадрид |
| 5    | Лионел Меси (АРГ)        | 55     | Барселона       |

| Поз. | Играч                    | Прва рунда | Завршна рунда | Тим         |
| ---- | ------------------------ | ---------- | ------------- | ----------- |
| 1    | Кристијано Роналдо (ПОР) | –          | 482           | Реал Мадрид |
| 2    | Лионел Меси (АРГ)        | –          | 141           | Барселона   |
| 3    | Ђанлуиђи Буфон (ИТА)     | –          | 109           | Јувентус    |
| 4    | Лука Модрић (ХРВ)        | –          | –             | Реал Мадрид |
| 5    | Тони Крос (НЕМ)          | –          | –             | Реал Мадрид |

| Поз. | Играч                    | Појени | Тим             |
| ---- | ------------------------ | ------ | --------------- |
| 1    | Лука Модрић (ХРВ)        | 313    | Реал Мадрид     |
| 2    | Кристијано Роналдо (ПОР) | 223    | Реал Мадрид     |
| 3    | Мохамед Салах (ЕГИ)      | 134    | Ливерпул        |
| 4    | Антоан Гризман (ФРА)     | 72     | Атлетико Мадрид |
| 5    | Лионел Меси (АРГ)        | 55     | Барселона       |

|  |

##### Награде за најбољег нападача сезоне у Лиги шампиона
Награде у Лиги шампиона додељују се од 2017. 
| Поз.                  | Играч                    | Tим             | Појени    |
| Ужа листа             | Ужа листа                | Ужа листа       | Ужа листа |
| --------------------- | ------------------------ | --------------- | --------- |
| 1                     | Кристијано Роналдо (ПОР) | Реал Мадрид     | 359       |
| 2                     | Лионел Меси (АРГ)        | Барселона       | 147       |
| 3                     | Пауло Дибала (АРГ)       | Јувентус        | 64        |
| Играчи рангирани 4–10 |                          |                 |           |
| 4                     | Килијан Мбапе (ФРА)      | Монако          | 58        |
| 5                     | Роберт Левандовски (ПОЉ) | Бајерн Минхен   | 24        |
| 6                     | Нејмар (БРА)             | Барселона       | 21        |
| 7                     | Антоан Гризман (ФРА)     | Атлетико Мадрид | 14        |
| 8                     | Гонзало Игуаин (АРГ)     | Јувентус        | 8         |
| 9                     | Едисон Кавани (УРУ)      | ПСЖ             | 6         |
| 10                    | Марио Манџукић (ХРВ)     | Јувентус        | 5         |

| Поз.                  | Играч                    | Tим             | Појени    |
| Ужа листа             | Ужа листа                | Ужа листа       | Ужа листа |
| --------------------- | ------------------------ | --------------- | --------- |
| 1                     | Кристијано Роналдо (ПОР) | Реал Мадрид     | 287       |
| 2                     | Мохамед Салах (ЕГИ)      | Ливерпул        | 218       |
| 3                     | Лионел Меси (АРГ)        | Барселона       | 43        |
| Играчи рангирани 4–10 |                          |                 |           |
| 4                     | Килијан Мбапе (ФРА)      | ПСЖ             | 17        |
| 5                     | Един Џеко (БИХ)          | Рома            | 15        |
| 5                     | Хари Кејн (ЕНГ)          | Тотенхем        | 15        |
| 7                     | Роберто Фирмино (БРА)    | Ливерпул        | 13        |
| 8                     | Гарет Бејл (ВЕЛ)         | Реал Мадрид     | 12        |
| 8                     | Антоан Гризман (ФРА)     | Атлетико Мадрид | 12        |
| 8                     | Садио Мане (СЕН)         | Ливерпул        | 12        |

| Поз.                  | Играч                    | Tим             | Појени    |
| Ужа листа             | Ужа листа                | Ужа листа       | Ужа листа |
| --------------------- | ------------------------ | --------------- | --------- |
| 1                     | Кристијано Роналдо (ПОР) | Реал Мадрид     | 359       |
| 2                     | Лионел Меси (АРГ)        | Барселона       | 147       |
| 3                     | Пауло Дибала (АРГ)       | Јувентус        | 64        |
| Играчи рангирани 4–10 |                          |                 |           |
| 4                     | Килијан Мбапе (ФРА)      | Монако          | 58        |
| 5                     | Роберт Левандовски (ПОЉ) | Бајерн Минхен   | 24        |
| 6                     | Нејмар (БРА)             | Барселона       | 21        |
| 7                     | Антоан Гризман (ФРА)     | Атлетико Мадрид | 14        |
| 8                     | Гонзало Игуаин (АРГ)     | Јувентус        | 8         |
| 9                     | Едисон Кавани (УРУ)      | ПСЖ             | 6         |
| 10                    | Марио Манџукић (ХРВ)     | Јувентус        | 5         |

| Поз.                  | Играч                    | Tим             | Појени    |
| Ужа листа             | Ужа листа                | Ужа листа       | Ужа листа |
| --------------------- | ------------------------ | --------------- | --------- |
| 1                     | Кристијано Роналдо (ПОР) | Реал Мадрид     | 287       |
| 2                     | Мохамед Салах (ЕГИ)      | Ливерпул        | 218       |
| 3                     | Лионел Меси (АРГ)        | Барселона       | 43        |
| Играчи рангирани 4–10 |                          |                 |           |
| 4                     | Килијан Мбапе (ФРА)      | ПСЖ             | 17        |
| 5                     | Един Џеко (БИХ)          | Рома            | 15        |
| 5                     | Хари Кејн (ЕНГ)          | Тотенхем        | 15        |
| 7                     | Роберто Фирмино (БРА)    | Ливерпул        | 13        |
| 8                     | Гарет Бејл (ВЕЛ)         | Реал Мадрид     | 12        |
| 8                     | Антоан Гризман (ФРА)     | Атлетико Мадрид | 12        |
| 8                     | Садио Мане (СЕН)         | Ливерпул        | 12        |

| 2018–19 \| Поз. \| Играч \| Tим \| Појени \| \| Ужа листа \| Ужа листа \| Ужа листа \| Ужа листа \| \| ------------------------- \| ------------------------ \| -------------- \| --------- \| \| \| Садио Мане (СЕН) \| Ливерпул \| \| \| \| Лионел Меси (АРГ) \| Барселона \| \| \| \| Кристијано Роналдо (ПОР) \| Јувентус \| \| \| Играчи рангирани 4–10[33] \| \| \| \| \| 4 \| Мохамед Салах (ЕГИ) \| Ливерпул \| 83 \| \| 5 \| Душан Тадић (СРБ) \| Ајакс \| 35 \| \| 6 \| Рахим Стерлинг (ЕНГ) \| Манчестер Сити \| 15 \| \| 7 \| Роберт Левандовски (ПОЉ) \| Бајерн Минхен \| 10 \| \| 8 \| Роберто Фирмино (БРА) \| Ливерпул \| 9 \| \| 8 \| Хари Кејн (ЕНГ) \| Тотенхем \| 9 \| \| 10 \| Лероа Сане (НЕМ) \| Манчестер Сити \| 6 \| |                          |                |        |
| Поз. | Играч                    | Tим            | Појени |
| Ужа листа |                          |                |        |
| | Садио Мане (СЕН)         | Ливерпул       |        |
| | Лионел Меси (АРГ)        | Барселона      |        |
| | Кристијано Роналдо (ПОР) | Јувентус       |        |
| Играчи рангирани 4–10 |                          |                |        |
| 4 | Мохамед Салах (ЕГИ)      | Ливерпул       | 83     |
| 5 | Душан Тадић (СРБ)        | Ајакс          | 35     |
| 6 | Рахим Стерлинг (ЕНГ)     | Манчестер Сити | 15     |
| 7 | Роберт Левандовски (ПОЉ) | Бајерн Минхен  | 10     |
| 8 | Роберто Фирмино (БРА)    | Ливерпул       | 9      |
| 8 | Хари Кејн (ЕНГ)          | Тотенхем       | 9      |
| 10 | Лероа Сане (НЕМ)         | Манчестер Сити | 6      |

| Поз.                  | Играч                    | Tим            | Појени    |
| Ужа листа             | Ужа листа                | Ужа листа      | Ужа листа |
| --------------------- | ------------------------ | -------------- | --------- |
|                       | Садио Мане (СЕН)         | Ливерпул       |           |
|                       | Лионел Меси (АРГ)        | Барселона      |           |
|                       | Кристијано Роналдо (ПОР) | Јувентус       |           |
| Играчи рангирани 4–10 |                          |                |           |
| 4                     | Мохамед Салах (ЕГИ)      | Ливерпул       | 83        |
| 5                     | Душан Тадић (СРБ)        | Ајакс          | 35        |
| 6                     | Рахим Стерлинг (ЕНГ)     | Манчестер Сити | 15        |
| 7                     | Роберт Левандовски (ПОЉ) | Бајерн Минхен  | 10        |
| 8                     | Роберто Фирмино (БРА)    | Ливерпул       | 9         |
| 8                     | Хари Кејн (ЕНГ)          | Тотенхем       | 9         |
| 10                    | Лероа Сане (НЕМ)         | Манчестер Сити | 6         |

##### Остало
- El País европски играч године: 2009, 2010, 2011, 2012.[34]
- Награда Golden Boy: 2005.[35]
- Уефа клупска награда: 2008–09[36]
- Уефа клупски фудбалер године: 2009.[37]
- Играч недеље у ЛШ: 5. коло/2015–16, 1. коло/2016–17, 3. коло/2016–17. 5. коло/2016–17, осмина финала/2017–18 (узвратна утакмица), 1. коло/2018–19, 5. коло/2018–19[38]
- Играч седмице у ЛШ у издању магазина Joe: 45/2014[39], 48/2014[40], 19/2015[41]

### Као стрелац

#### Златна копачка
Европска златна копачка додељује се најбољем стрелцу у току текуће сезоне. Систем је такав да омогућава играчу који игра у захтевнијој лиги да има мање погодака и опет освоји награду у односу на играча који има више голова, а игра у слабијој лиги. Према Уефа коефицијенту, голови постигнути у лигама петица се множе са чиниоцем два,а лиге рангиране од шест до двадесет један се множе са чиниоцем 1,5.
Откад се систем појена усвојио 1996, Меси и Кристијано Роналдо су два од четири играча, заједно са Марио Жарделом и Луис Суарезом, који имају 80 или више појена. Меси је био први фудбалер који је успео да освоји признање три пута. Од краја сезоне 2018–19, Меси држи рекорд по броју освојених Златних копачки, укупно шест.
| Сезона  | Голови | Појени |
| ------- | ------ | ------ |
| 2009–10 | 34     | 68     |
| 2011–12 | 50     | 100    |
| 2012–13 | 46     | 92     |
| 2016–17 | 37     | 74     |
| 2017–18 | 34     | 68     |
| 2018–19 | 36     | 72     |

#### Најбољи стрелци – Лига шампиона
| Сезона  | Играч              | Националност | Клуб        | Голови |
| ------- | ------------------ | ------------ | ----------- | ------ |
| 2008–09 | Лионел Меси        | Аргентина    | Барселона   | 9      |
| 2009–10 | Лионел Меси        | Аргентина    | Барселона   | 8      |
| 2010–11 | Лионел Меси        | Аргентина    | Барселона   | 12     |
| 2011–12 | Лионел Меси        | Аргентина    | Барселона   | 14     |
| 2014–15 | Нејмар             | Бразил       | Барселона   | 10     |
| 2014–15 | Кристијано Роналдо | Португалија  | Реал Мадрид | 10     |
| 2014–15 | Лионел Меси        | Аргентина    | Барселона   | 10     |
| 2018–19 | Лионел Меси        | Аргентина    | Барселона   | 12     |

Извор: Rec.Sport.Soccer Statistics Foundation, UEFA, worldfootball.net

##### Свеукупно – Лига шапиона
Роналдо је најбољи стрелац у историји Лиге шампиона са постигнута 126 гола, док је Меси други са 112. Меси је новембра 2014. престигао претходни рекорд за највише датих голова у најелитнијем европском такмичењу, који је држао Шпанац Раул.
Важи од 7. маја 2019.
| Позиција | Играч                    | Голови | Наступи | Однос | Каријера   | Клуб(ови)                                      |
| -------- | ------------------------ | ------ | ------- | ----- | ---------- | ---------------------------------------------- |
| 1        | Кристијано Роналдо (ПОР) | 126    | 162     | 0,778 | 2003–данас | Манчестер Јунајтед, Реал Мадрид, Јувентус      |
| 2        | Лионел Меси (АРГ)        | 112    | 135     | 0,83  | 2005–данас | Барселона                                      |
| 3        | Раул (ШПА)               | 71     | 142     | 0,5   | 1995–2011  | Реал Мадрид, Шалке 04                          |
| 4        | Карим Бензема (ФРА)      | 60     | 112     | 0,536 | 2006–данас | Лион, Реал Мадрид                              |
| 5        | Руд ван Нистелрој (ХОЛ)  | 56     | 73      | 0,767 | 1998–2009  | ПСВ Ајндховен, Манчестер Јунајтед, Реал Мадрид |

Извор: worldfootball.net

#### Најбољи стрелац – Ла Лига
| Сезона  | Голови | Наступи | Однос |
| ------- | ------ | ------- | ----- |
| 2009–10 | 34     | 35      | 0,971 |
| 2011–12 | 50     | 37      | 1,351 |
| 2012–13 | 46     | 32      | 1,438 |
| 2016–17 | 37     | 34      | 1,088 |
| 2017–18 | 34     | 36      | 0,944 |
| 2018–19 | 36     | 34      | 1,059 |

##### Свеукупно – Ла Лига
За 19. мај 2019.
| Позиција | Играч                    | Голови | Наступи | Однос | Каријера   | Клуб(ови)                                   |
| -------- | ------------------------ | ------ | ------- | ----- | ---------- | ------------------------------------------- |
| 1        | Лионел Меси (АРГ)        | 419    | 452     | 0,927 | 2004–данас | Барселона                                   |
| 2        | Кристијано Роналдо (ПОР) | 311    | 292     | 1,065 | 2009–2018  | Реал Мадрид                                 |
| 3        | Телмо Зара (ШПА)         | 251    | 277     | 0,906 | 1940–1955  | Атлетик Билбао                              |
| 4        | Хуго Санчез (МЕК)        | 234    | 347     | 0,674 | 1981–1994  | Реал Мадрид, Рајо Ваљекано, Атлетико Мадрид |
| 5        | Раул (ШПА)               | 228    | 550     | 0,415 | 1994–2010  | Реал Мадрид                                 |

Извор: worldfootball.net

#### Хет-трикови
| #  | За                  | Против              | Резултат                      | Такмичење                                | Датум               |
| -- | ------------------- | ------------------- | ----------------------------- | ---------------------------------------- | ------------------- |
| 1  | Барселона           | Реал Мадрид         | 3–3 (Д)                       | Ла лига 2006–07                          | 10. март 2007.      |
| 2  | Aтлетико Мадрид     | 3–1 (Г)             | Копа дел Реј 2008–09          | 6. јануар 2009.                          |                     |
| 3  | Тенерифе            | 5–0 (Г)             | Ла лига 2009–10               | 10. јануар 2010.                         |                     |
| 4  | Валенсија           | 3–0 (Д)             | Ла лига 2009–10               | 14. март 2010.                           |                     |
| 5  | Сарагоса            | 4–2 (Г)             | Ла лига 2009–10               | 21. март 2010.                           |                     |
| 6  | Aрсенал4            | 4–1 (Д)             | 2009–10 UEFA Champions League | 6. април 2010.                           |                     |
| 7  | Севиља              | 4–0 (Д)             | Суперкуп Шпаније 2010.        | 21. август 2010.                         |                     |
| 8  | Aлмерија            | 8–0 (Г)             | Ла лига 2010–11               | 20. новембар 2010.                       |                     |
| 9  | Реал Бетис          | 5–0 (Д)             | Копа дел Реј 2010–11          | 12. јануар 2011.                         |                     |
| 10 | Aтлетико Мадрид     | 3–0 (Д)             | Ла лига 2010–11               | 5. фебруар 2011.                         |                     |
| 11 | Oсасуна             | 8–0 (Д)             | Ла лига 2011–12               | 17. септембар 2011.                      |                     |
| 12 | Aтлетико Мадрид     | 5–0 (Д)             | Ла лига 2011–12               | 24. септембар 2011.                      |                     |
| 13 | Mајорка             | 5–0 (Д)             | Ла лига 2011–12               | 29. октобар 2011.                        |                     |
| 14 | Викторија Плзењ     | 4–0 (Г)             | Лига шампиона 2011–12         | 1. новембар 2011.                        |                     |
| 15 | Mалага              | 4–1 (Г)             | Ла лига 2011–12               | 22. јануар 2012.                         |                     |
| 16 | Валенсија4          | 5–1 (Д)             | Ла лига 2011–12               | 19. фебруар 2012.                        |                     |
| 17 | Аргентина           | Швајцарска          | 3–1 (Г)                       | Пријатељска                              | 29. фебруар 2012.   |
| 18 | Барселона           | Бајер Леверкузен5   | 7–1 (Д)                       | Лига шампиона 2011–12                    | 7. март 2012.       |
| 19 | Гранада             | 5–3 (Д)             | Ла Лига 2011–12               | 2. мај 2012.                             |                     |
| 20 | Малага              | 4–1 (Д)             | Ла лига 2011–12               | 5. мај 2012.                             |                     |
| 21 | Eспањол4            | 4–0 (Д)             | Ла Лига 2011–12               | 20. март 2012.                           |                     |
| 22 | Аргентина           | Бразил              | 4–3                           | Пријатељска                              | 9. јун 2012.        |
| 23 | Барселона           | Депортиво ла Коруња | 5–4 (Г)                       | Ла Лига 2012–13                          | 20. октобар 2012.   |
| 24 | Oсасуна4            | 5–1 (Д)             | Ла лига 2012–13               | 27. јануар 2013.                         |                     |
| 25 | Аргентина           | Гватемала           | 4–0 (Г)                       | Пријатељска                              | 14. јун 2013.       |
| 26 | Барселона           | Валенсија4          | 3–2 (Г)                       | Ла лига 2013–14                          | 1. септембар 2013.  |
| 27 | Ajaкс               | 4–0 (Д)             | Лига шампиона 2013–14         | 18. септембар 2013.                      |                     |
| 28 | Oсасуна             | 7–0 (Д)             | Ла лига 2013–14               | 16. март 2014.                           |                     |
| 29 | Реал Мадрид         | 4–3 (Г)             | Ла Лига 2013–14               | 23. март 2014.                           |                     |
| 30 | Севиља              | 5–1 (Д)             | Ла Лига 2014–15               | 22. новембар 2014.                       |                     |
| 31 | AПОЕЛ               | 4–0 (Д)             | Лига шампиона 2014–15         | 18. септембар 2013.                      |                     |
| 32 | Eспањол             | 5–1 (Д)             | Ла лига 2014–15               | 7. децембар 2014.                        |                     |
| 33 | Депортиво ла Коруња | 4–0 (Г)             | Ла лига 2014–15               | 18. јануар 2015.                         |                     |
| 34 | Леванте             | 5–0 (Д)             | Ла Лига 2014–15               | 15. фебруар 2015.                        |                     |
| 35 | Рајо Ваљекано       | 6–1 (Д)             | Ла лига 2014–15               | 15. март 2015.                           |                     |
| 36 | Гранада             | 4–0 (Д)             | Ла Лига 2015–16               | 9. јануар 2016.                          |                     |
| 37 | Валенсија           | 7–0 (Д)             | Копа дел Реј 2015–16          | 3. фебруар 2016.                         |                     |
| 38 | Рајо Ваљекано       | 5–1 (Г)             | Ла лига 2015–16               | 3. март 2016.                            |                     |
| 39 | Аргентина           | Панама              | 5–0                           | Копа Америка Сентерарио                  | 10. јун 2016.       |
| 40 | Барселона           | Селтик              | 7–0 (Д)                       | Лига шампиона 2016–17                    | 13. септембар 2016. |
| 41 | Манчестер Сити      | 4–0 (Д)             | Лига шампиона 2016–17         | 19. октобар 2016.                        |                     |
| 42 | Еспањол             | 5–0 (Д)             | Ла Лига 2017–18               | 9. септембар 2017.                       |                     |
| 43 | Ејбар4              | 6–1 (Д)             | Ла Лига 2017–18               | 19. септембар 2017.                      |                     |
| 44 | Аргентина           | Еквадор             | 3–1 (Г)                       | Квалификације за Светско првенство 2018. | 10. октобар 2017.   |
| 45 | Барселона           | Леганес             | 3–1 (Д)                       | Ла лига 2017–18                          | 7. април 2018.      |
| 46 | Депортиво ла Коруња | 4–2 (Г)             | Ла лига 2017–18               | 29. април 2018.                          |                     |
| 47 | Аргентина           | Хаити               | 4–0 (Д)                       | Пријатељска                              | 29. мај 2018.       |
| 48 | Барселона           | ПСВ                 | 4–0 (Д)                       | Лига шампиона 2018–19                    | 18. септембар 2018. |
| 49 | Леванте             | 5–0 (Г)             | Ла Лига 2018–19               | 16. децембар 2018.                       |                     |
| 50 | Севиља              | 4–2 (Г)             | Ла Лига 2018–19               | 23. фебруар 2019.                        |                     |
| 51 | Реал Бетис          | 4–1 (Г)             | Ла Лига 2018–19               | 17. март 2019.                           |                     |

4 Постигао 4 гола 5 Постигао 5 голова

#### Остало
| Најбољи стрелац - IFFHS World's Best Top Division Goal Scorer: 2012, 2013, 2017, 2018. - IFFHS World's Best Top Goal Scorer: 2011, 2012. - Светско клупско првенство: 2011. - Копа дел Реј: 2008–09, 2010–11, 2013–14, 2015–16, 2016–17 - Златна копачка на Светском првенству за младе: 2007. - Копа Америка Сребрна копачка: 2016. | Гол сезоне - Најбољи гол ЛШ по избору обожавалаца: 2018–19 - Најбољи гол у четвртфиналној фази ЛШ: 2018–19 - Најбољи гол у полуфиналној фази ЛШ: 2018–19 - Најбољи гол Копа Америке: 2007. - Гол сезоне у избору Уефа: 2014–15, 2015–16, 2018–19 - Номинован за Награду Пускаш: 2010, 2011, 2012, 2015, 2016, 2018, 2019. |

Најбољи асистент
- Ла лига : 2010–11, 2014–15, 2015–16, 2017–18, 2018–19 [66]
- Лига шампиона : 2011–12, 2014–15
- Копа дел Реј : 2015–16, 2016–17
- Копа Америка : 2011, 2015, 2016.

### Убрајања у тимове сезоне

#### Награде од стране међународних фудбалских федерација
FIFA FIFPro World XI
|   | Играч              | Година                                                                  | Клуб(ови)                                 |
| - | ------------------ | ----------------------------------------------------------------------- | ----------------------------------------- |
| 1 | Лионел Меси        | 2007, 2008, 2009, 2010, 2011, 2012, 2013, 2014, 2015, 2016, 2017, 2018. | Барселона                                 |
| 1 | Кристијано Роналдо | 2007, 2008, 2009, 2010, 2011, 2012, 2013, 2014, 2015, 2016, 2017, 2018. | Манчестер Јунајтед, Реал Мадрид, Јувентус |
| 3 | Андрес Инијеста    | 2009, 2010, 2011, 2012, 2013, 2014, 2015, 2016, 2017.                   | Барселона                                 |
| 3 | Серхио Рамос       | 2008, 2011, 2012, 2013, 2014, 2015, 2016, 2017, 2018.                   | Реал Мадрид                               |

Остало
- Тим године у избору Уефа : 2008, 2009, 2010, 2011, 2012, 2014, 2015, 2016, 2017, 2018.
- Уефа ултимативни тим године [67]
- Тим сезоне у ЛШ: 2014–15, 2015–16, 2016–17, 2017–18, 2018–19
- UCL Player Rater Team of the Season: 2010–11[68]
- UCL Player Rater Team of the Week: 1. коло/2010–11,[69] 8. коло (А)/2010–11,[70] 10. коло/ 2010–11,[71] 11. коло/ 2010–11,[72] 12. коло/ 2010–11[73]
- Дрим тим Светског првенства: 2014.
- Дрим тим Копа Америке: 2007, 2011, 2015, 2016.
- IFFHS Men's World Team: 2017,[74] 2018.[75]
- AFA Team of All Time: 2015.[76]

#### Шпанија
Награде Ла Лиге
| Сезона  | Категорија                  | Категорија                                                                                              | Категорија                                                                       | Категорија                                                                                  |
| Сезона  | Голман                      | Одбрана                                                                                                 | Везни ред                                                                        | Напад                                                                                       |
| ------- | --------------------------- | --- | -------------------------------------------------------------------------------- | ------------------------------------------------------------------------------------------- |
| 2014–15 | Клаудио Браво (Барселона)   | Дани Алвес (Барселона) Николас Отаменди (Валенсија) Жерард Пике (Барселона) Жорди Алба (Барселона)      | Гжегож Криховјак (Севиља) Иван Ракитић (Барселона) Хамес Родригез (Реал Мадрид)  | Кристијано Роналдо (Реал Мадрид) Лионел Месси (Барселона) Антоине Гризман (Атлетико Мадрид) |
| 2015–16 | Јан Облак (Атлетико Мадрид) | Серхио Рамос (Реал Мадрид) Дијего Годин (Атлетико Мадрид) Жерард Пике (Барселона) Марсело (Реал Мадрид) | Андрес Инијеста (Барселона) Серхио Бускетс (Барселона) Лука Модрић (Реал Мадрид) | Кристијано Роналдо (Реал Мадрид) Лионел Месси (Барселона) Луис Суарез (Барселона)           |

#### Остало
- Најбољи играч Ла лиге према магазину Transfermarkt: 2018-19[79]
- Trofeo EFE: 2007, 2009, 2010, 2011, 2012.[80][81]
- Награда Don Balón: 2006–07, 2008–09, 2009–10[82]
- Најбољи играч Ла Лиге: 2008–09, 2009–10, 2010–11, 2011–12, 2012–13, 2016–17, 2017–18[83][84][85][86]
- Најбољи нападач Ла Лиге: 2008–09, 2009–10, 2010–11, 2011–12, 2012–13, 2014–15, 2015–16[87]
- Trofeo Alfredo Di Stéfano: 2008–09,[88] 2009–10, 2010–11,[89] 2014–15, 2016–17, 2017–18
- Ла Лига играч месеца: јануар 2016, април 2017, април 2018, септембар 2018, март 2019.[90][91][92]
- ЕСМ тим године: 2014–15[93]
- Sports Illustrated Team of the Decade: 2009.[94]
- Лекип тим године: 2011,[95] 2012,[96][97] 2013,[98] 2014,[99] 2016,[100] 2017,[101] 2018.[102]

### Избори за најбољу спортску личност године
Лауреусова награда
| Година | Победник               | Номиновани                  | Номиновани                    | Номиновани                | Номиновани                   | Номиновани                    |
| ------ | ---------------------- | --------------------------- | ----------------------------- | ------------------------- | ---------------------------- | ----------------------------- |
| 2010.  | Јусејн Болт (атлетика) | Кенениса Бекеле (аатлетика) | Алберто Контадор (бициклизам) | Роџер Федерер (тенис)     | Лионел Меси (фудбал)         | Валентино Роси (мотоциклизам) |
| 2011.  | Рафаел Надал (тенис)   | Коби Брајант (кошарка)      | Андрес Инијеста (ффудбал)     | Лионел Меси (ффудбал)     | Мани Пакјао (бокс)           | Себастијан Фетел (формула 1)  |
| 2012.  | Новак Ђоковић (тенис)  | Јусејн Болт (атлетика)      | Кадел Еванс (бициклизам)      | Лионел Меси (фудбал)      | Дирк Новицки (кошарка)       | Себастијан Фетел (формула 1)  |
| 2013.  | Јусејн Болт (атлетика) | Мохамед Фара (атлетика)     | Лионел Меси (фудбал)          | Мајкл Фелпс (пливање)     | Себастијан Фетел (формула 1) | Бредли Вигинс (бициклизам)    |
| 2016.  | Новак Ђоковић (тенис)  | Јусејн Болт (атлетика)      | Стефен Кари (кошарка)         | Луис Хамилтон (формула 1) | Лионел Меси (Фудбал)         | Џордан Спит (голф)            |

Остало
- Лекипов интернационални атлета године: 2011.
- Best International Athlete ESPY Award: 2012, 2015.
- Marca Leyenda: 2009
- Најбољи атлета Латинске Америке и Кариба 2014[103]

### Избор за националну спортску личност године
Аргентински атлета године
- Olimpia de Oro: 2011.
- Olimpia de Plata: 2005, 2007. 
  - Olimpia de Plata al Fútbol del Exterior: 2008, 2009, 2010, 2011, 2012, 2013, 2015, 2016, 2017.

### Награде заиграча утакмице
| Едиција | Име         | Тим       | Реф.    |
| ------- | ----------- | --------- | ------- |
| 2009.   | Лионел Меси | Барселона | [ 104 ] |
| 2009.   | Ћави        | Барселона | [ 105 ] |
| 2011.   | Лионел Меси | Барселона | [ 106 ] |
| 2011.   | Лионел Меси | Барселона | [ 107 ] |

| Ранг | Име         | Утакмица                   |
| ---- | ----------- | -------------------------- |
|      | Лионел Меси | Група Б, Грчка - Аргентина |

| Едиција | Име         | Tим       | Реф. |
| ------- | ----------- | --------- | ---- |
| 2009.   | Лионел Меси | Барселона |      |
| 2011.   | Лионел Меси | Барселона |      |

| Ранг | Име            | Утакмице                                                                                                  | Признања |
| ---- | -------------- | --- | -------- |
| 1    | Лионел Меси    | Босна и Херцеговина (Групна фаза), Иран (групна фаза), Нигерија (групна фаза), Швајцарска (нокаут фаза)]] | 4        |
| 2    | Кејлор Навас   | Енглеска (групна фаза), Грчка (осмина финала), Холандија (четвртфинале)                                   | 3        |
| 2    | Арјен Робен    | Аустралија (групна фаза), Чиле (групна фаза), Бразил (меч за треће место)]]                               | 3        |
| 2    | Хамес Родригез | Грчка (групна фаза), Обала Слоноваче (групна фаза), Уругвај (осмина финала)                               | 3        |

| Едиција              | Име         | Tим       | Реф.    |
| -------------------- | ----------- | --------- | ------- |
| Уефа супер куп 2015. | Лионел Меси | Барселона | [ 109 ] |

| Ранг | Име         | Утакмице                                                                                       |
| ---- | ----------- | ---------------------------------------------------------------------------------------------- |
| 1    | Лионел Меси | Парагвај (групна фаза), Уругвај (групна фаза), Колумбија (четвртфинале), Парагвај (полуфинале) |

| Ранг                                                          | Име         | Утакмица               |
| ------------------------------------------------------------- | ----------- | ---------------------- |
| Неочекивана употреба шаблона {{1}} — види Шаблон:1 за детаље. | Лионел Меси | Нигерија (групна фаза) |

| Ранг | Име            | Утакмице                                                         | Признања |
| ---- | -------------- | ---------------------------------------------------------------- | -------- |
| 1    | Лионел Меси    | Панама (групна фаза), Венецуела (четвртфинале), САД (полуфинале) | 3        |
| 2    | Давид Оспина   | Перу (четвртфинале), САД (меч за треће место)                    | 2        |
| 2    | Едуардо Варгас | Панама (групна фаза), Мексико (четвртфинале)                     | 2        |
| 2    | Енер Валенсија | Перу (групна фаза), Хаити (групна фаза)                          | 2        |

| Ранг                                                          | Име         | Утакмица            |
| ------------------------------------------------------------- | ----------- | ------------------- |
| Неочекивана употреба шаблона {{1}} — види Шаблон:1 за детаље. | Лионел Меси | Катар (групна фаза) |

### Остало
- IFFHS World's Best Playmaker: 2015, 2016,[110] 2017.[111]
- Номинован за Еуроспортов емоционални тренутак године: 2016.[в]

## Рекорди
За јул 2019.

### Светски рекорди
- Највише Златних лопти: 6 (2009–12, 2022) (рекорд дели са Роналдом)[113]
- Највише узастопно добијених Златних лопти: 4[114]
- Најмлађи освајач Златне лопте; са 23, 24, 25 и 28 година[115]
- Гинисов светски рекорд за играча са највише постигнутих голова за клуб и репрезентацију у једној календарској години: 91 гол, 2012.[116]
- Највише голова у календарској години (укључујући и пријатељске утакмице): 96 голова, 2012.
- Најбољи стрелац у свим европским такмичењима у календарској години: 79 голова, 2012.[117]
- Најбољи стрелац у једној клупској сезони: 73 гола, сезона 2011/12.[118]
- Најдужи низ узастопно забијених погодака у домаћој лиги: 21 меч и 33 гола, 2012/13.[119]
- Једини играч који је освајао више од једне Златне лопте са Светских клупских првенстава.[120]
- Једини играч који је освајао више од једне награде за најбољег играча финала Светског клупског првенства.[121]
- Једини играч који је постигао више од 40 голова у 10 узастопних календарских година.[122]
- Једини играч који је постигао више од 40 голова у 10 узастопних сезона.[123]
- Једини играч који је у календарској години постигао погодак у 6 различитих клупских такмичења два пута: 2011. и 2015.
- Једини играч који је успео постићи гол и асистирати у 6 различитих клупских такмичења у календарској години: 2011.
- Једини играч који је постигао 60+ голова у свим такмичењима у две узастопне сезоне: (2011/12. и 2012/13).[124]
- Први играч који је узастопно постизао голове против свих тимова у професионалној лиги.[125]
- Највише изабран за FIFPro World XI: 12 пута (2007–2018) (дели рекорд са Роналдом)[126]
- Највише појављивања на омоту фудбалске видео-игрице: 10

### Континентални рекорди

#### Европа
- Најбољи стрелац у „лигама петице”: 419 голова.[127]
- Највише званичних постигнутих голова за један клуб у лигама петице: 603 гола.
- Највише постигнутих голова у једном мечу Лиге шампиона: 5 голова (дели рекорд са 13 играча).[128][129]
- Највише Златних копачки: 6
- Највише постигнутих хет-трикова у Лиги шампиона: 8 (дели рекорд са Роналдом).[130]
- Највише постигнутих голова у лиги у једној сезони: 50[131]
- Најмлађи играч који је наступио у Лиги шампиона 100 пута: 28 година и 84 дана, 2015. године.[132]
- Најбољи стрелац Уефа супер купа: 3 гола (дели рекорд са Arie Haan, Oleg Blokhin, Gerd Müller, Rob Rensenbrink, François Van der Elst, Terry McDermott, и Фалкаоом)[133]
- Највише појављивања у ESM Team of the Year: 11 (2006, 2008–2013, 2015–2018):
- Играч који је најбрже достигао 100 голова у Лиги шампиона (123 утакмице)
- Играч који је најбрже достигао 300 голова у европским "лигама петице". (334 утакмице)
- Први играч који је добио признање за најбољи гол сезоне две године за редом: 2015. и 2016.
- Највише постигнутих голова у групној фази Лиге шампиона: 66 голова
- Највише постигнутих голова за један клуб у Лиги шампиона: 112 голова
- Најмлађи играч који је постигао 50 голова у Лиги шампиона
- Најмлађи играч који је наступао у Лиги шампиона 100 пута
- Најмлађи играч који је постигао 400+ голова за један европски клуб (27 година, 300 дана)

#### Амерички
- Најбољи асистент Копа Америке: 12 асистенција[134]
- Највише постигнутих голова у КОНМЕБОЛ квалификацијама за СП: 21 гол (дели рекорд са Суарезом).
- Највише постигнутих голова као измена на утакмици Копа Америке: 3 гола

### Шпански рекорди
- Највише признања за најбољег играча Ла лиге: 8 (2009, 2010, 2011, 2012, 2013, 2015, 2017, 2018).[135]
- Највише признања за најбољег нападача Ла лиге: 9 (2009, 2010, 2011, 2012, 2013, 2015, 2016, 2017, 2018).[135]
- Највише Пичићи трофеја: 6 (дели рекорд са Заром)[136]
- Најбољи стрелац Ла лиге: 419 голова[137]
- Најбољи асистент Ла лиге: 166 асистенција
- Најбољи стрелац Суперкупа Шпаније: 13 голова
- Најбољи стрелац једне сезоне у Ла лиги: 50 голова, сезона 2011–12[138]
- Највише постигнутих хет-трикова у једној сезони Ла лиге: 8, сезона 2011–12 (дели рекорд Роналдом).
- Голови постигнути против највише тимова у једној сезони Ла лиге: 19, 2012–13 (дели рекорд са Роналдо Назарио и Роналдом).
- Највише наступа у Ла лиги као странац: 452 утакмице
- Једини играч који је узастопце против свих тимова постизао голове у Ла лиги: 19 утакмица, 30 голова, 2012-13
- Највише лигашких датих голова на домаћем терену
- Највише лигашких датих голова на гостујућем терену
- Највише мечева у лиги постигнуто у сезони (38 утакмица): 27[139] (2012–13)
- Највише постигнутих домаћих мечева у сезони (38 утакмица): 16 (2011–12) [140]
- Већина постигнутих голова у лиги (38 утакмица): 15 (2012–13) [141]
- Највише постигнутих голова против противника: 37[142][143]
- Највише узастопно постигнутих голова против гостујућих екипа: 13 (20 голова од 8. до 33. кола, сезона 2012–13) .
- Једини играчи који су уједно и најбољи стрелци и најбољи асистенти у једној сезони: Луис Суарез (2015–16), Лионел Меси (2017–18, 2018–19).
- Највише постигнутих голова на највише стадиона: 36[144]
- Први играч који је постигао гол у 15 узастопних сезона.[145]
- Једини играч који је постигао више од 20 голова у 10 узастопних сезона.[146][147]
- Једини играч који је постигао више од 30 голова у 7 различитих сезона.[148][149]
- Једини играч који је постигао више од 10 голова у 13 узастопних сезона (од 2006–07 до 2018–19).[150]
- Први играч који је постигао 300 голова у Ла лиги.[151]
- Први играч који је постигао 350 голова у Ла лиги.
- Први играч који је асистирао 150 пута у Ла лиги.
- Најмлађи играч који је постигао 200 голова у Ла лиги: 25 година и 7 месеци, јануар 2013.[152]
- Највише освојених домаћих титула од стране страног играча: 10 (све титуле са Барселоном).
- Највише погодака у финалима Копа дел Реја: 6 (2009, 2012, 2015, 2017, 2018, 2019).[153]
- Најбољи асистент у финалима Копа дел Реја: 6 (једна 2009, две 2016, једна 2017, две 2018).
- Највише постигнутих голова из директних слободних удараца: 28[154]

### Аргентински рекорди
- Најбољи стрелац Аргентине свих времена: 68 голова[155][156][157]
- Најбољи стрелац Аргентине у календарској години: 12 голова, 2012. (дели рекорд са Батистутом).
- Једини Аргентинац који је постигао гол против сваке чланице КОНМЕБОЛ-а.[158]
- Најмлађи играч који је заиграо за Аргентину на Светском првенству: 18 година, 357 дана, 2006.
- Најмлађи играч који је постигао гол за Аргентину на Светском првенству: 18 година, 357 дана, 2006.
- Најмлађи играч који је сакупио 100 наступа за репрезентацију под надлежношћу КОНМЕБОЛ-а: 27 година, 361 дан, 2015.[159]

### Клупски

#### Барселона
- Најбољи стрелац Ел Класика: 27 голова
- Најбољи стрелац у Дербију Барселоне: 25 голова[160][161]
- Најбољи стрелац у званичним такмичењима: 603 гола[162][163][164]
- Најбољи стрелац укључујући и пријатељске утакмице: 638 голова[164][165]
- Најбољи стрелац Лиге шампиона: 112 голова[164][165]
- Најбољи стрелац у европским такмичењима: 115 голова[164][165]
- Најбољи стрелац у међународним такмичења: 120 голова[164][165]
- Највише постигнутих хет-трикова у свим такмичењима: 45[164]
- Највише постигнутих хет-трикова у Ла лиги: 33[164]
- Први играч који је постао најбољи стрелац у четири, пет и шест сезона у Ла лиги: (2009–10, 2011–12, 2012–13, 2016–17, 2017–18, 2018–19)[166]
- Највише освојених титула са једном екипом: 34[тражи се извор]
- Највише побеђених утакмица са једном екипом: 476 (важи за 13. март 2019)